# Sébastien Frain
Sébastien Frain, sieur du Chesnay et d'Iffier, mort à Rennes en 1645, est un jurisconsulte français. 

## Biographie
L'un des avocats les plus distingué du Parlement de Bretagne, sollicité pour ses consultations, il est conseiller en titre des États de Bretagne.
Lui ou son père sera procureur-syndic de Rennes en 1600.
Il est anobli par le roi Louis XIII en 1624.

## Publications
- Arrests du parlement de Bretagne (1684)
- Arrests de la Cour de parlement de Bretagne, pris des mémoires de feu maistre Sébastien Frain,... outre quelques observations touchant *des matières de droict et de pratique. 2de édition... (1674)
- Arrests de la Cour de parlement de Bretagne, pris des mémoires de feu maistre Sébastien Frain,... outre quelques observations touchant des matières de droict et de pratique. 2de édition... (1659)
- Arrests de la cour du parlement de Bretagne. Pris des mémoires, & des plaidoyers de feu noble homme maistre Sebastien Frain, advocat au mesme parlement (1646)